# Burg Shimabara

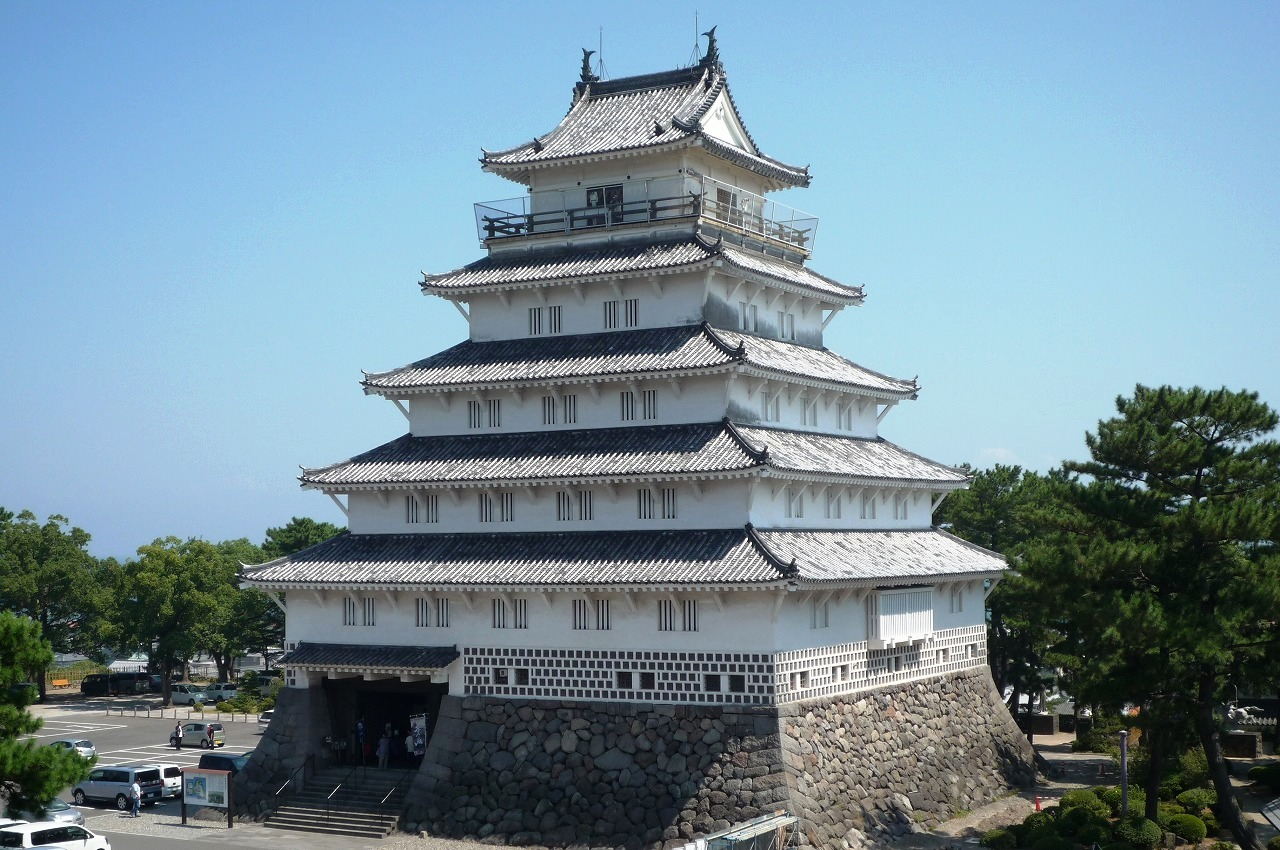
Der Burgturm

Die Burg Shimabara (japanisch 島原城, Shimabara-jō), auch bekannt als Burg Moritake (森岳城, Moritake-jō) oder Burg Takaki (高来城, Takaki-jō), ist eine japanische Burg an der Ostseite der Shimabara-Halbinsel in der gleichnamigen Stadt (Präfektur Nagasaki; historisch Landkreis Takaki, Provinz Bizen). Sie ist vor allem bekannt durch den Shimabara-Aufstand von 1637/38.

## Geschichte
Im Jahr 1616 wurde Matsukura Shigemasa (松倉重政, 1574?–1630) mit einem Einkommen von 40.000 Koku von Yamato-Gojō nach Shimabara versetzt. Er begann mit dem Bau der Burg, die 1625 fertiggestellt war. Sein Sohn Katsuie (勝家, 1597–1638) wurde vom Shōgunat durch sein hartes Regime als schuldig an dem Shimabara-Aufstand befunden und – für einen Daimyō äußerst ungewöhnlich – nicht nur abgesetzt, sondern zum Tode verurteilt. 
- 1638 übernahm Kōriki Tadafusa (高力忠房, 1584–1656), von Hamamatsu kommend, mit 40.000 Koku das Lehen. Ihm folgten
- 1669 Matsudaira Tadafusa (忠房, 1619–1700)[Anm. 1] mit 65.000 Koku,
- 1749 Toda Tadamitsu (忠盈, 1730–1781) mit 77.000 Koku,
- 1792 Matsudaira Tadahiro, (忠恕, 1740–1792) mit 65.000 Koku.

## Die Burganlage

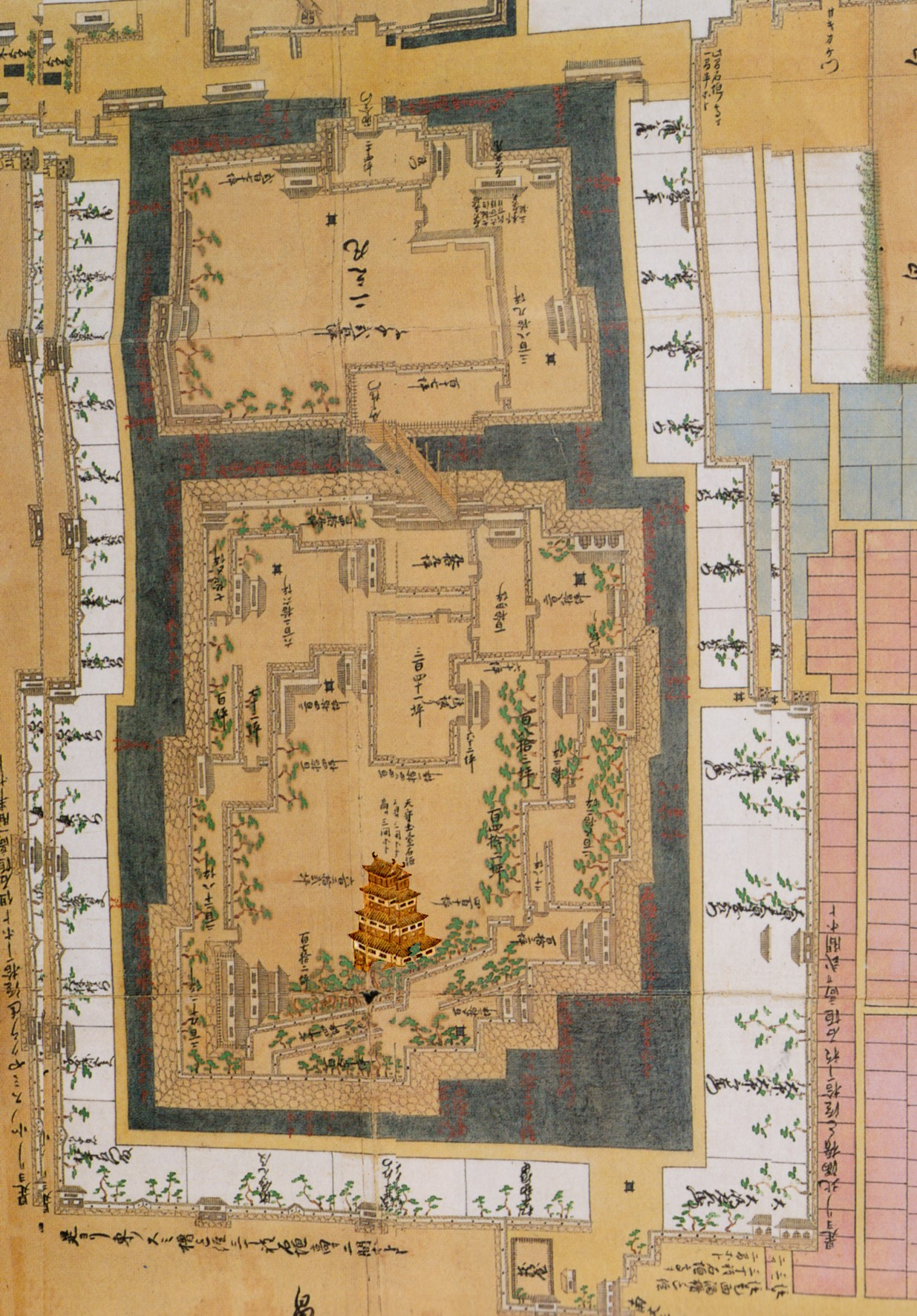
Die Burganlage
(Burgturm hervorgehoben)

Die Anlage ist typisch für eine japanische Niederungsburg: In der Reihenbauweise (連郭式, renkaku-shiki) wird die Hauptburg (Hommaru, im Bild unten) geschützt durch eine erste Vorburg (Ni-no-maru, im Bild darüber, durch einen Graben getrennt), wobei beide  von einem gemeinsamen Graben umschlossen sind. Der Eingang wird durch eine weitere Vorburg (San-no-maru, hier ohne Graben) gesichert. Alle Bereiche liegen dabei auf gleicher Höhe. Neben dem Hauptturm (tenshukaku) gab es mehrere Wachtürme (Yagura). Die Längsausdehnung von Haupt- und erster Vorburg beträgt 400 m. 
Alle Bauwerke gingen nach 1868 verloren. 1957 wurde das Gelände der Hauptburg zum öffentlichen Park umgestaltet, 1964 wurde der fünfstöckige Burgturm wieder errichtet. In dessen  Inneren sind Materialien zur Geschichte des Christentums in der Gegend ausgestellt.  Auch einige Wachtürme wurden wiederhergestellt. Auf dem Gelände der ersten Vorburg steht das Kulturzentrum der Stadt.